# Береговая охрана Эстонии
Эстонская береговая охрана (эст. Eesti Piirivalve) — один из родов войск Эстонии, ответственный за охрану границы страны. Эта организация подчинена министерству внутренних дел Эстонской Республики.

## История
В 1995 году Эстония получила из Германии 4 вертолёта Ми-8 и 2 самолёта L-410. Эти вертолёты были модифицированы и адаптированы для спасательных операций и перекрашены. Последний Ми-8 был списан в 2009 году.
При поддержке Европейского Союза были куплены 3 итальянских вертолёта AgustaWestland AW139, которые были переданы Эстонии в 2007, 2008 и 2011 годах.

## Состав
| Имя                  | Производство | Тип                                              | Количество | Примечания                                       |
| -------------------- | ------------ | ------------------------------------------------ | ---------- | ------------------------------------------------ |
| AgustaWestland AW139 | Италия       | спасательный, патрульный и транспортный вертолёт | 3          | Приняты на вооружение в 2007, 2008 и 2011 годах. |
| Let L-410UVP         | Чехия        | транспортный и патрульный самолёт                | 2          |                                                  |
| Cessna 172R          | США          | тренировочный и патрульный самолёт               | 1          |                                                  |
| Enstrom 480          | США          | тренировочный и патрульный вертолёт              | 1          |                                                  |

## Галерея

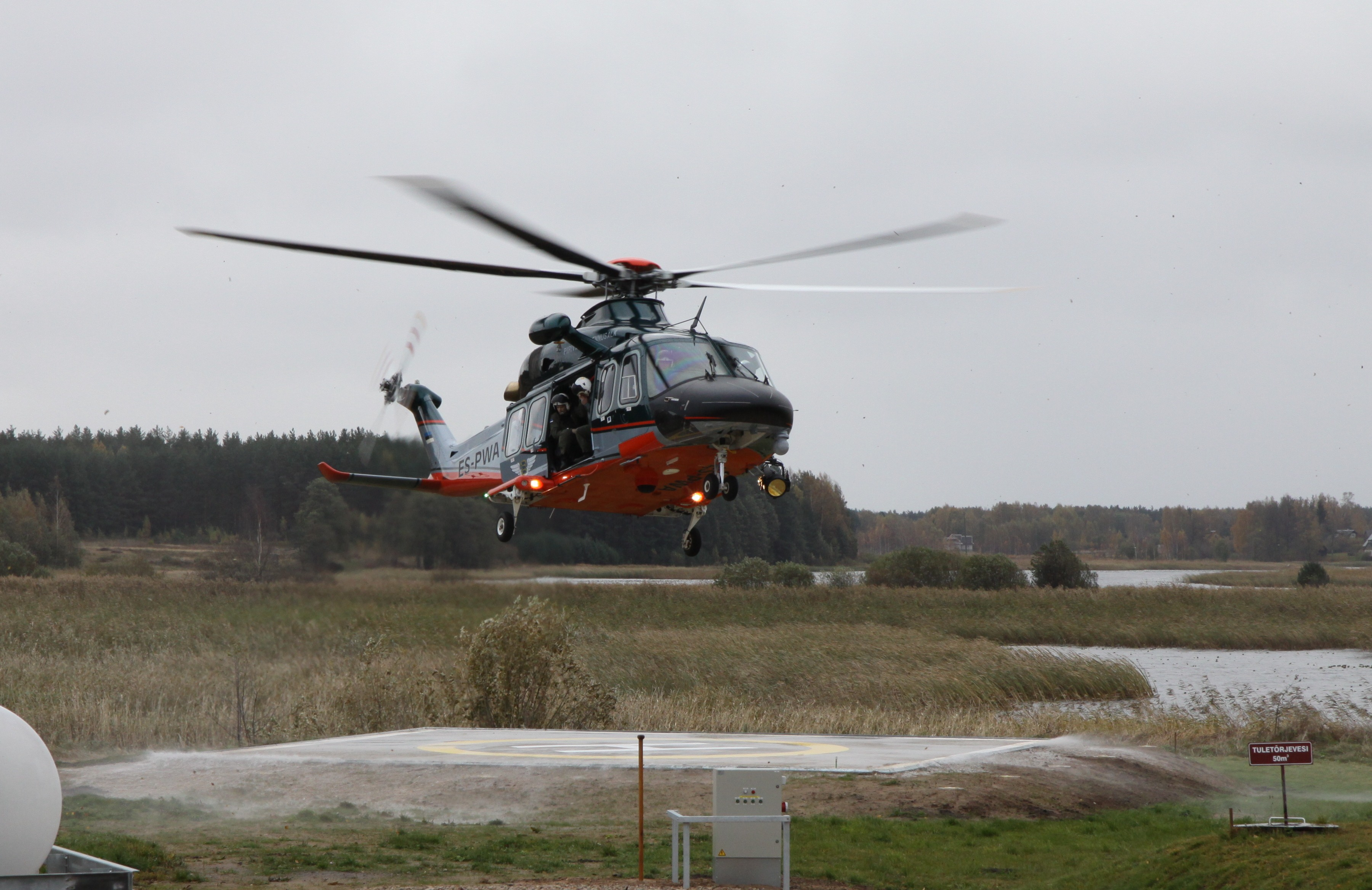
AgustaWestland AW139 Эстонской береговой охраны
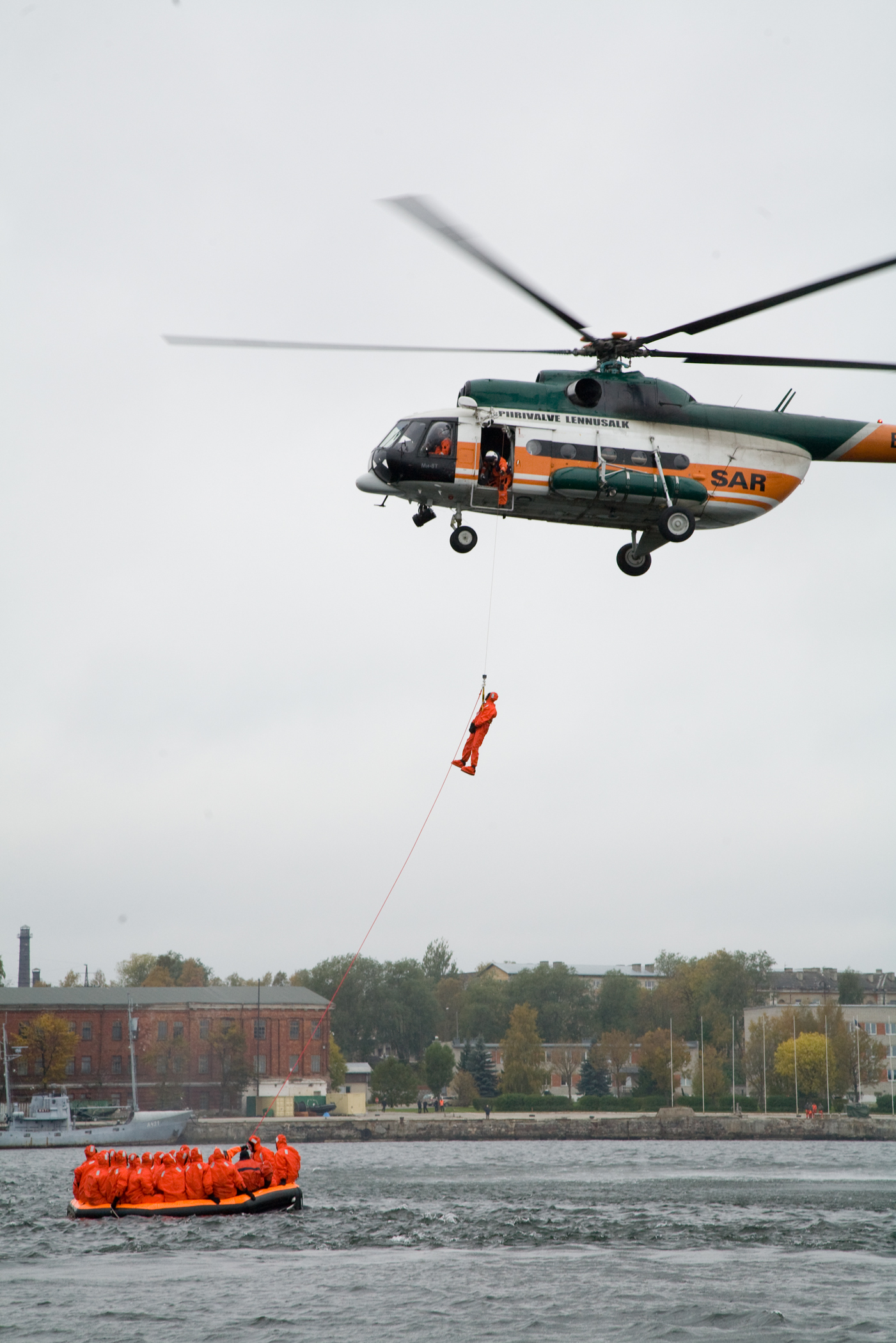
Ми-8 береговой охраны
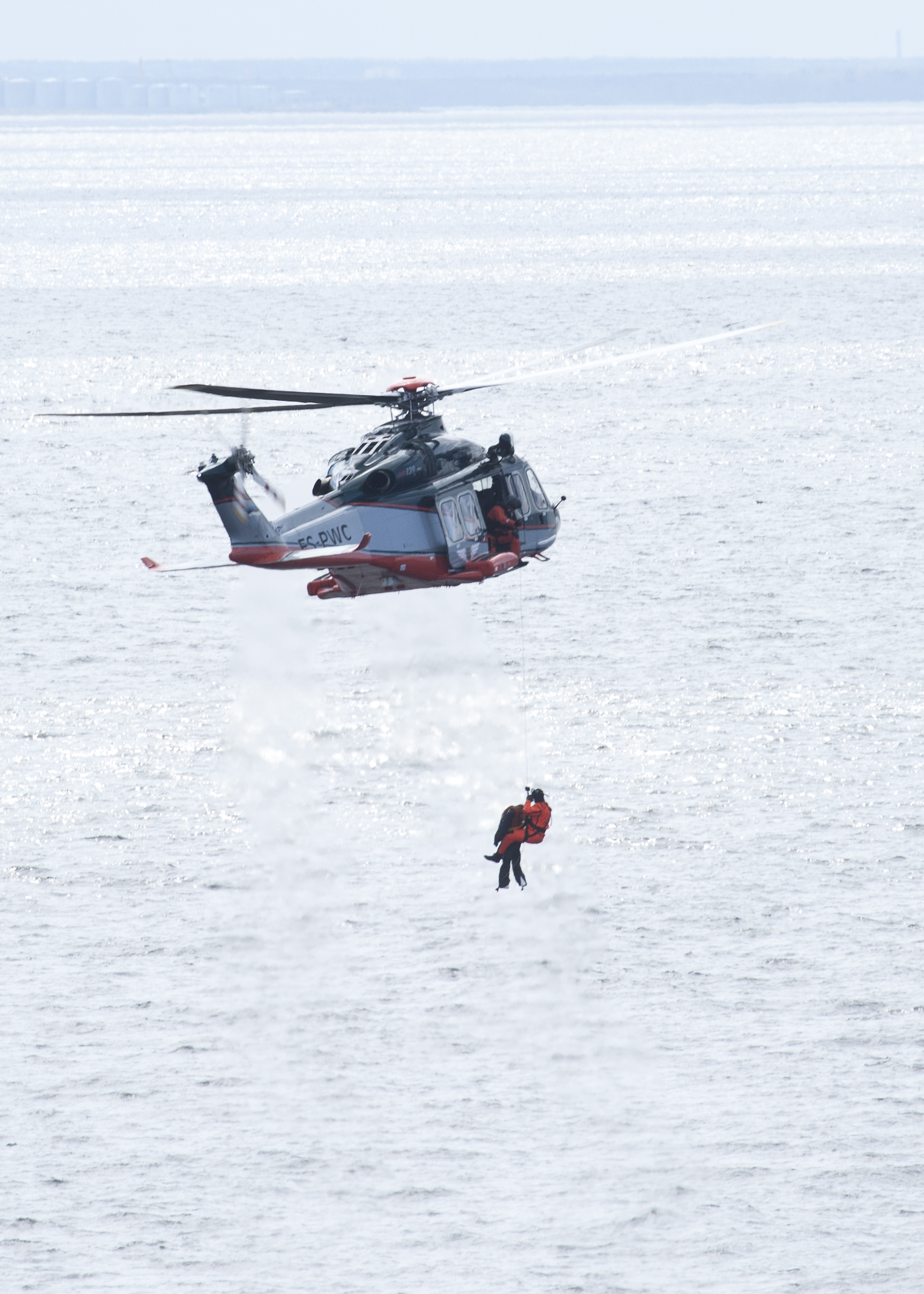
AgustaWestland AW139
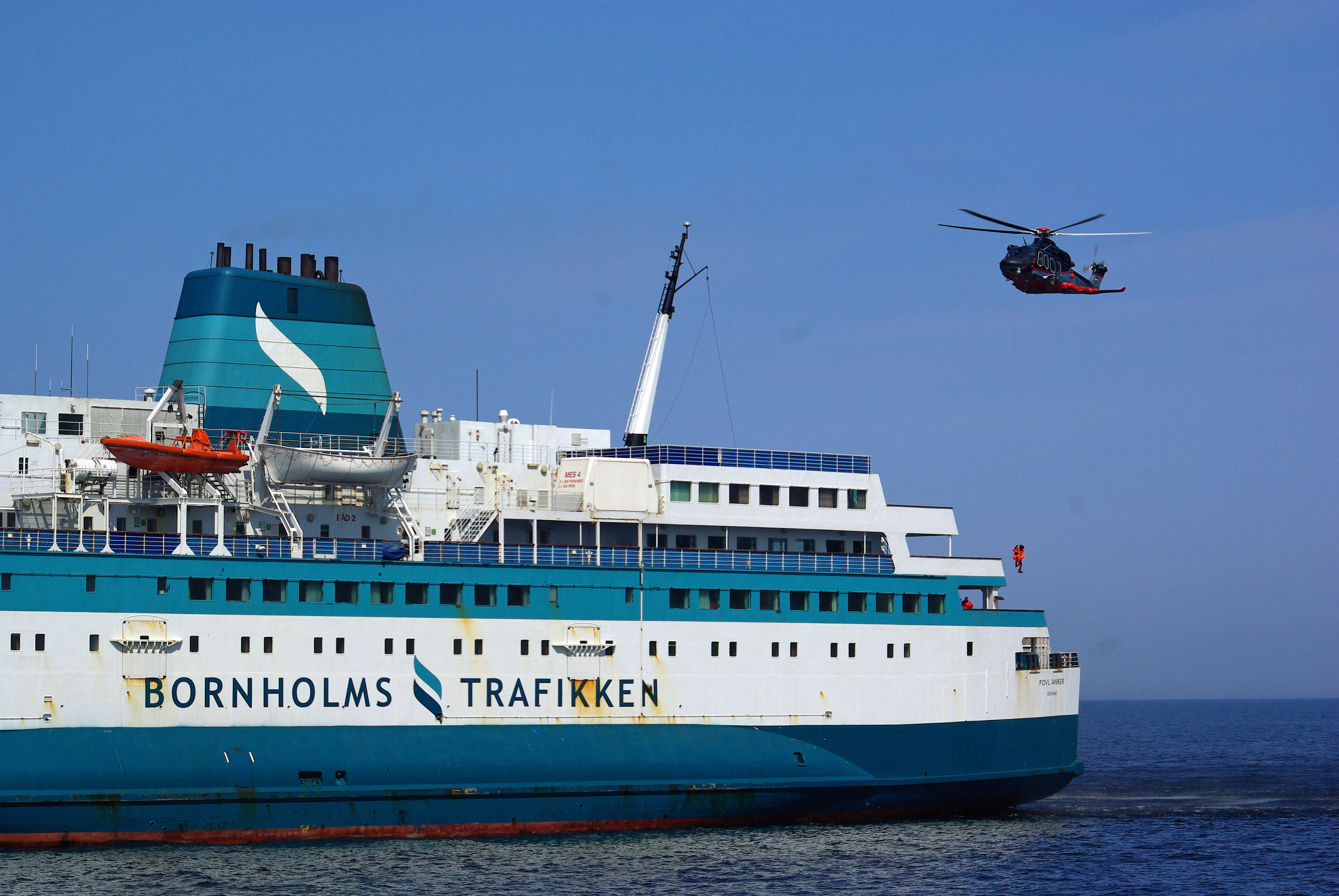
AW139
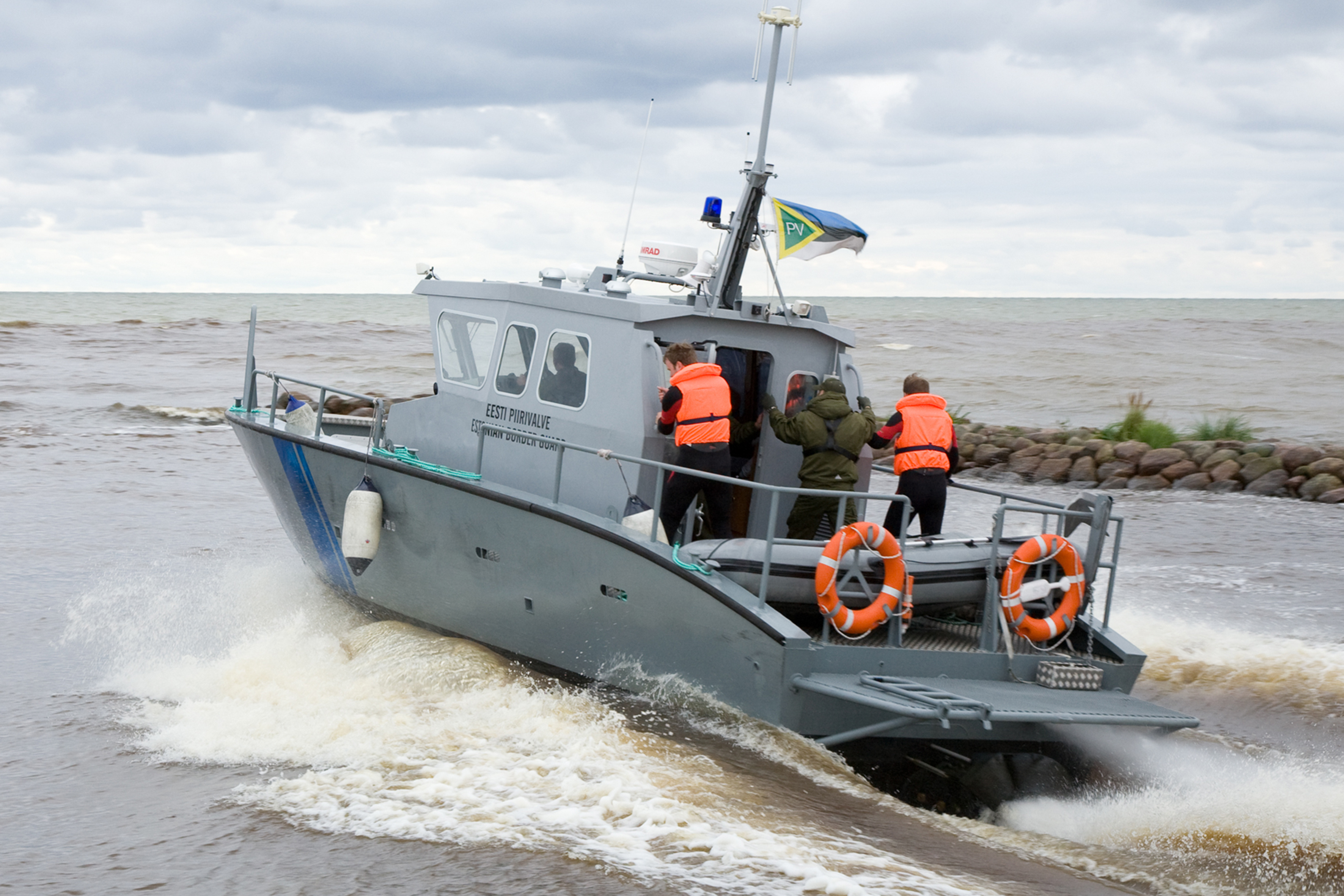
Моторная лодка береговой охраны
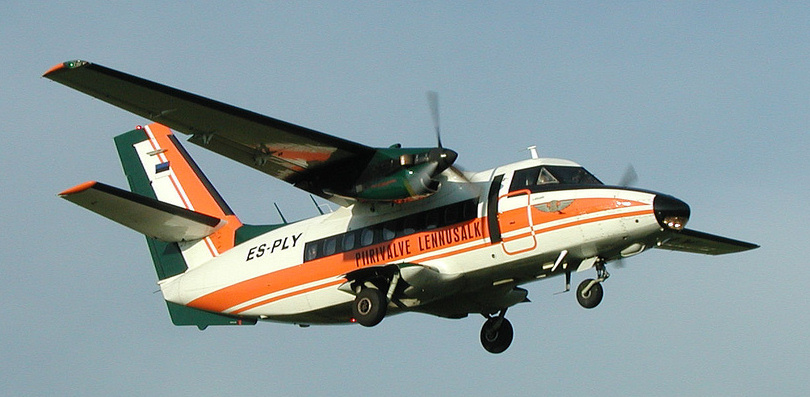
L-410UVP Turbolet